# Antonello Geleng
Massimo Antonello Geleng (Milano, 26 giugno 1946) è uno scenografo e costumista italiano.

## Biografia
Figlio di Rinaldo Geleng, pittore e cartellonista romano di lontane origini tedesche, ne segue l'attività sin da giovane, per specializzarsi in scenografia e allestimenti teatrali. Ha creato le scenografie di molti film di genere italiani per registi come Dario Argento e Michele Soavi.
Ha vinto un David di Donatello come miglior scenografo nel 1994, per il film Dellamorte Dellamore.

## Filmografia

### Scenografo

#### Cinema
- Nel più alto dei cieli, regia di Silvano Agosti (1977)
- La montagna del dio cannibale, regia di Sergio Martino (1978)
- La liceale nella classe dei ripetenti, regia di Mariano Laurenti (1978)
- L'isola degli uomini pesce, regia di Sergio Martino (1979)
- Il fiume del grande caimano, regia di Sergio Martino (1979)
- Cannibal Holocaust, regia di Ruggero Deodato (1980)
- Contamination, regia di Luigi Cozzi (1980)
- La poliziotta a New York, regia di Michele Massimo Tarantini (1981)
- 2019 - Dopo la caduta di New York, regia di Sergio Martino (1983)
- Hercules, regia di Luigi Cozzi (1983)
- Occhio, malocchio, prezzemolo e finocchio, regia di Sergio Martino (1983)
- I predatori dell'anno omega (Warrior of the Lost World), regia di David Worth (1984)
- She, regia di Avi Nesher (1984)
- Impatto mortale, regia di Fabrizio De Angelis (1984)
- I sopravvissuti della città morta, regia di Antonio Margheriti (1984)
- Le avventure dell'incredibile Ercole, regia di Luigi Cozzi (1985)
- Vendetta dal futuro, regia di Sergio Martino (1986)
- Asilo di polizia (Detective School Dropouts), regia di Filippo Ottoni (1986)
- Le foto di Gioia, regia di Lamberto Bava (1987)
- La maschera, regia di Fiorella Infascelli (1988)
- La chiesa, regia di Michele Soavi (1989)
- L'africana, regia di Margarethe von Trotta (1990)
- La setta, regia di Michele Soavi (1991)
- Un orso chiamato Arturo, regia di Sergio Martino (1992)
- Il lungo silenzio, regia di Margarethe von Trotta (1993)
- Dellamorte Dellamore, regia di Michele Soavi (1994)
- La sindrome di Stendhal, regia di Dario Argento (1996)
- Artemisia - Passione estrema, regia di Agnès Merlet (1997)
- M.D.C. - Maschera di cera, regia di Sergio Stivaletti (1997)
- Rewind, regia di Sergio Gobbi (1998)
- Il fantasma dell'opera, regia di Dario Argento (1998)
- Amor nello specchio, regia di Salvatore Maira (1999)
- Non ho sonno, regia di Dario Argento (2001)
- Malefemmene, regia di Fabio Conversi (2001)
- Il cartaio, regia di Dario Argento (2004)
- Chiamami Salomè, regia di Claudio Sestieri (2008)
- L'ultimo re, regia di Aurelio Grimaldi (2009)
- Dracula 3D, regia di Dario Argento (2012)

#### Televisione
- Il maestro del terrore, regia di Lamberto Bava – film TV (1988)
- Una notte al cimitero, regia di Lamberto Bava – film TV (1989)
- Per sempre, regia di Lamberto Bava – film TV (1989)
- La casa dell'orco, regia di Lamberto Bava – film TV (1989)
- A cena col vampiro, regia di Lamberto Bava – film TV (1989)
- La regina degli uomini pesce, regia di Sergio Martino – film TV (1995)
- Il commissario – serie TV, 8 episodi (2002)
- Padre Speranza, regia di Ruggero Deodato – film TV (2005)
- Edda, regia di Giorgio Capitani – miniserie TV (2005)
- Caccia segreta, regia di Massimo Spano – miniserie TV (2007)
- Paolo VI - Il papa nella tempesta, regia di Fabrizio Costa – miniserie TV (2008)
- Pinocchio, regia di Alberto Sironi – miniserie TV (2009)
- Enrico Mattei - L'uomo che guardava al futuro, regia di Giorgio Capitani – miniserie TV (2009)
- Atelier Fontana - Le sorelle della moda, regia di Riccardo Milani – miniserie TV (2011)
- Volare - La grande storia di Domenico Modugno, regia di Riccardo Milani – miniserie TV (2013)

### Scenografo e costumista
- Mangiati vivi!, regia di Umberto Lenzi (1980)
- Paura nella città dei morti viventi, regia di Lucio Fulci (1980)
- La casa sperduta nel parco, regia di Ruggero Deodato (1980)
- Assassinio al cimitero etrusco, regia di Sergio Martino (1982)
- La guerra del ferro - Ironmaster, regia di Umberto Lenzi (1983)
- Shark - Rosso nell'oceano, regia di Lamberto Bava (1984)

## Riconoscimenti

### Candidature
David di Donatello - Miglior scenografo
- Dellamorte Dellamore, regia di Michele Soavi (1994)
- Amor nello specchio, regia di Salvatore Maira (1999)

Nastro d'argento - Miglior scenografia
- Dellamorte Dellamore, regia di Michele Soavi (1994)

- Il fantasma dell'opera, regia di Dario Argento (1998)
- Il cartaio, regia di Dario Argento (2004)
- La solitudine dei numeri primi, regia di Saverio Costanzo (2010)

Ciak d'oro - Miglior scenografia
- Dellamorte Dellamore, regia di Michele Soavi (1994)

### Premi
David di Donatello - Miglior scenografo
- Dellamorte Dellamore, regia di Michele Soavi (1994)

Ciak d'oro - Miglior scenografia
- Dellamorte Dellamore, regia di Michele Soavi (1994)

Premi di qualità
- La maschera, regia di Fiorella Infascelli (1988)
- Amor nello specchio, regia di Salvatore Maira (1999)
- Malefemmene, regia di Fabio Conversi (2001)

### Premi alla carriera
- Pericle d'oro
- Premio Montevergine
- Mompeo Festival
- Premio Davide Bassan
- Pipistrello d'oro del Fantafestival (2024)
- Vespertilio Award (2025)